# Society of Engravers
Ne pas confondre avec la Royal Society of Painter-Etchers and Engravers, fondée en 1880 et qui existe toujours.
La Society of Engravers (en français : « Société des graveurs ») est une institution artistique créée à Londres en 1802. Elle fut fondée pour promouvoir la gravure britannique en grande partie parce que les graveurs n'étaient pas autorisés à devenir membres de la Royal Academy, à moins qu'ils fussent également peintres ou sculpteurs, l'art de la gravure étant alors réduit par l'institution royale à la gravure de reproduction. L'autre raison de sa création était de « permettre à chaque individu d'agir avec plus de fermeté contre les prétentions... des libraires et des éditeurs. »
Le premier président et cofondateur de la société fut Francesco Bartolozzi, qui avait déjà été l'un des membres fondateurs de la Royal Academy en 1768. Parmi les autres présidents, on peut mentionner William Bond (en), John Samuel Agar (en) et James Parker ; Charles Knight (en), James Pastorini, Cosmo Armstrong (en) et Thomas Milton (en) en ont été gouverneurs (en anglais : Governors).
La Royal Watercolour Society est fondée en 1804 pour des raisons similaires. Contrairement à celle-ci, qui existe toujours, la Society of Engravers a disparu rapidement (date inconnue).
Il ne faut donc pas confondre cette société avec la Royal Society of Painter-Etchers and Engravers, fondée en 1880 et qui existe toujours et partage d'ailleurs le siège, la Bankside Gallery de Londres, avec la Royal Watercolour Society.